# Memphis Minnie
Memphis Minnie McCoy, född Lizzie Douglas 3 juni 1897 i Algiers, Louisiana, död 6 augusti 1973 i Memphis, Tennessee, var en amerikansk bluesmusiker, sångare och gitarrist. Hon var en av få framstående kvinnliga bluesgitarrister.
Memphis Minnie gjorde, från 1920-talet fram till 1950-talet, ett flertal inspelningar på bolagen Columbia, Vocalion, Bluebird, Okeh, Regal, Checker och JOB. Hon gifte sig tre gånger, med i tur och ordning Casey Bill Weldon, Joe McCoy och Ernest Lawlars, alla framstående bluesmusiker.
Memphis Minnie blev inskriven i Blues Hall of Fame 1980.

## Eftermäle

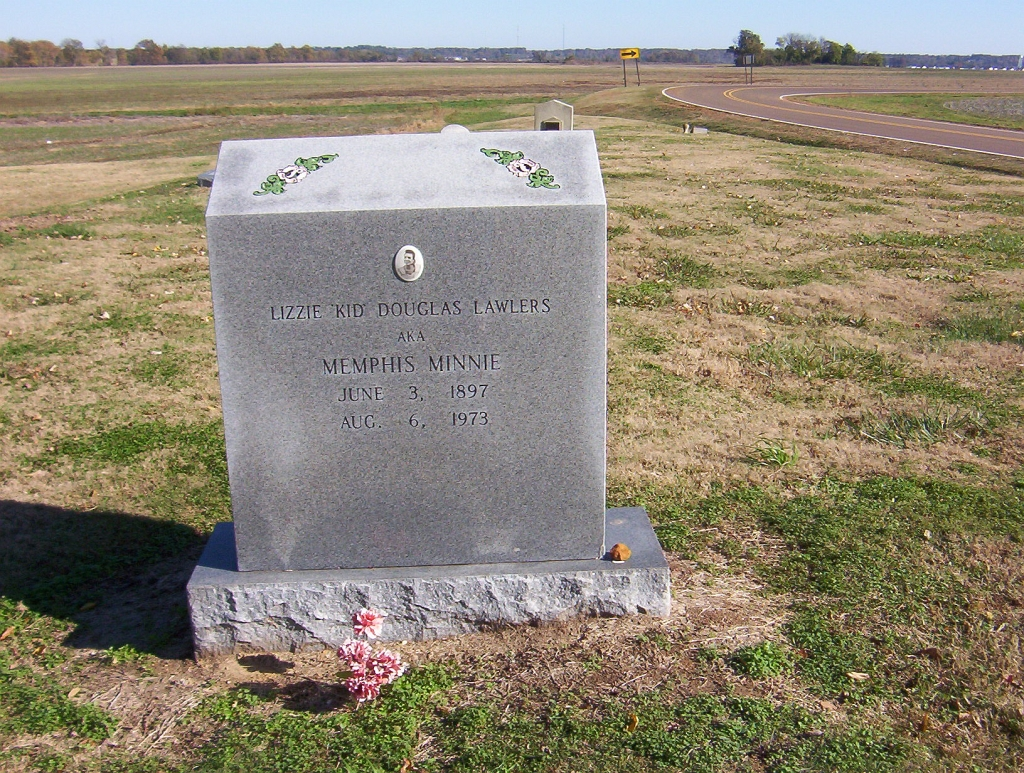
Memphis Minnies grav (2008)

En gravsten som betalades av Bonnie Raitt uppfördes av Mount Zion Memorial Fund den 13 oktober 1996, med 34 familjemedlemmar närvarande, inklusive Minnies syster Daisy. Ceremonin spelades in för att sändas av BBC.
På Memphis Minnies gravsten finns inskriften:
 Lizzie "Kid" Douglas Lawlers
aka Memphis Minnie
På baksidan av gravstenen finns denna inskrift:
 The hundreds of sides Minnie recorded are the perfect material to teach us about the blues. For the blues are at once general, and particular, speaking for millions, but in a highly singular, individual voice. Listening to Minnie's songs we hear her fantasies, her dreams, her desires, but we will hear them as if they were our own.
Översättning: ”De hundratals sidor som Minnie spelade in är det perfekta materialet för att lära oss om blues. För blues är på en gång allmänna, och i synnerhet, de talar för miljoner, men med en mycket unik, individuell röst. När vi lyssnar på Minnies låtar hör vi hennes fantasier, hennes drömmar, hennes önskningar, men vi kommer att höra dem som om de vore våra egna.”

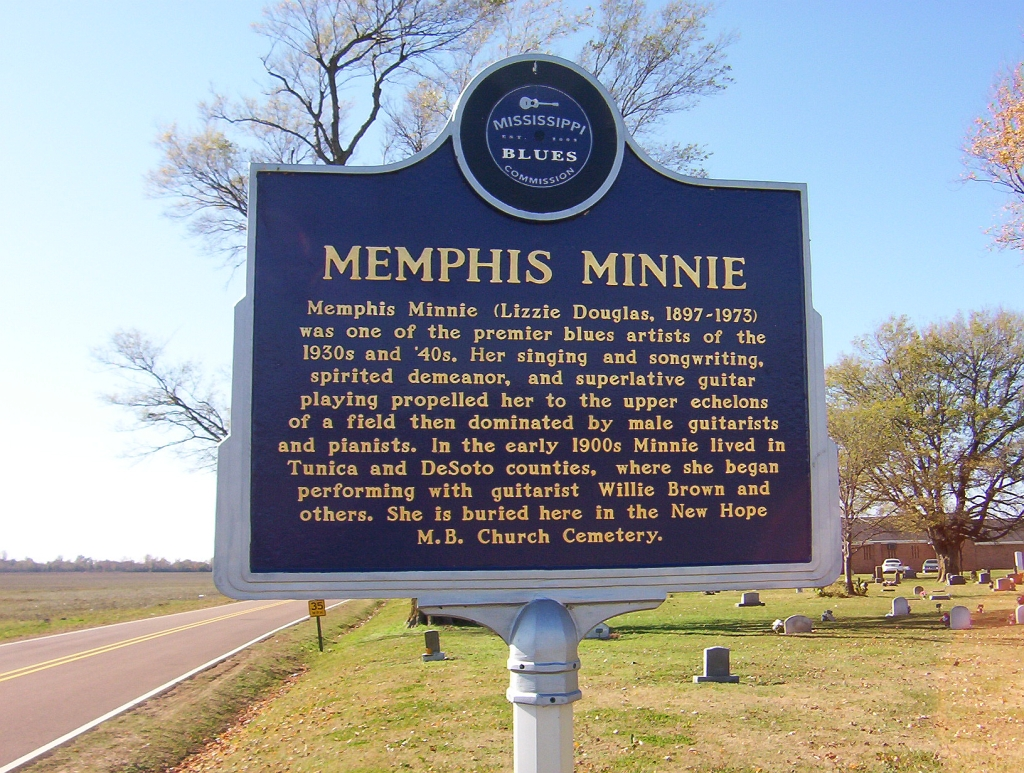
Plakett på Mississippi Blues Trail.

År 2007 hedrades hon med en plakett på Missisippi Blues Trail.